# Matumbi (langue)
Pour les articles homonymes, voir Matumbi.
Le matumbi est une langue bantoue parlée par la population matumbi en Tanzanie. 